# Tân Mỹ, Bắc Tân Uyên
Tân Mỹ là một xã thuộc huyện Bắc Tân Uyên, tỉnh Bình Dương, Việt Nam.

## Địa lý
Xã Tân Mỹ có diện tích 40,51 km², dân số năm 2021 là 8.604 người, mật độ dân số đạt 213 người/km².

## Hành chính
Xã Tân Mỹ được chia thành 7 ấp: 1, 2, 3, Bưng Lương, Giác Lạc, Vườn Vũ, Xóm Đèn.

## Lịch sử
Trước đây, Tân Mỹ là một xã thuộc huyện Tân Uyên cũ.
Ngày 17 tháng 11 năm 2004, Chính phủ ban hành Nghị định 190/2004/NĐ-CP về việc thành lập xã Đất Cuốc thuộc huyện Tân Uyên trên cơ sở điều chỉnh 1.096 ha diện tích tự nhiên và 1.546 nhân khẩu của xã Tân Mỹ.
Sau khi điều chỉnh địa giới hành chính và thành lập xã Đất Cuốc, xã Tân Mỹ còn lại 4.079 ha diện tích tự nhiên và 3.849 nhân khẩu.
Ngày 29 tháng 12 năm 2013, Chính phủ ban hành Nghị quyết số 136/NQ-CP về việc chuyển xã Tân Mỹ thuộc huyện Tân Uyên cũ về huyện Bắc Tân Uyên mới thành lập quản lý.